# Република Македонија на Летњим олимпијским играма 1996.
Македонија на Олимпијским играма 1996. у Атланти учествовала је први пут као самостална земља.
Македонски спортисти су после распада Југославије учествовали и на Олимпијским играма 1992., али пошто Македонија у то време није била чланица МОК-а могли су наступити само у индивидуалним спортовима под олимпијском заставом и називом Независни олимпијски учесници. Исти третман је су имале и Босна и Херцеговина (није била члан МОК-а) и СР Југославија због санкција.
Македонија је учествовала у четири спорта: пливању, кајаку и кунуу на дивљим водама, рвању слободним стилом и стрељаштву и нису освојили ниједну медаљу.
Најмлађа такмичарка у екипи Македоније била је пливачица Мирјана Бошевска са тек напуњених 15 година (15 год. и 26 дана), а најстарији рвач Валериј Верхушин са 36 година и 144 дана.
Најуспешнији такмичар био је рвач Шабан Трстена који је у категорији до 57 кг освојио 5 место.

## Спортисти Републике Македоније по дисциплинама
| Спорт                         | Мушкарци | Жене | Укупно |
| ----------------------------- | -------- | ---- | ------ |
| Кајак и кану на дивљим водама | 2        | 1    | 3      |
| Пливање                       | 2        | 2    | 4      |
| Стрељаштво                    | 1        | 0    | 1      |
| Рвање сл стил                 | 3        | 0    | 3      |
| Укупно (4)                    | 8        | 3    | 11     |

## Пливање
Македонија је у пливању учествовала са четири такмичара: две жене и два мушкарца у седам дисциплина три мушке и четири женске.
Жене
| Дисциплина   | Такмичарка       | Место | Број учесника | Резултат | Детаљи |
| ------------ | ---------------- | ----- | ------------- | -------- | ------ |
| 400 слободно | Мирјана Босевска | 22    | 34            | 4:21,27  |        |
| 800 слободно | Мирјана Босевска | 22    | 25            | 8:57,52  |        |
| 200 делфин   | Наташа Месковска | 23    | 28            | 2:17,90  |        |
| 800 мешовито | Мирјана Босевска | 22    | 30            | 4:55,57  |        |

Мушкарци
| Дисциплина   | Пливач             | Место | Број учесника | Резултат | Детаљи |
| ------------ | ------------------ | ----- | ------------- | -------- | ------ |
| 100 делфин   | Кире Филиповски    | 42    | 49            | 56,13    |        |
| 200 делфин   | Александар Маленко | 23    | 40            | 2:17,90  |        |
| 400 мешовито | Александар Маленко | 24    | 26            | 4:34,06  |        |

## Стрељаштво
У стрељаштву Македонија је учествовала само са једним такмичарем у дисцилини ваздушна пушка.
Мушкарци
| Дисцилпина       | Стрелац       | Место | Број учесника | Квалификације | Квалификације | Финале               | Финале               |
| Дисцилпина       | Стрелац       | Место | Број учесника | Резултат      | Место         | Резултат             | Место                |
| ---------------- | ------------- | ----- | ------------- | ------------- | ------------- | -------------------- | -------------------- |
| 10 вадушна пушка | Сашо Несторов | 51    | 51            | 558           | 51            | Није се квалификовао | Није се квалификовао |

## ,Кајак и кану
Македонија је у Кајаку и кануу на дивљим водама учествовала са три такмичара једном женом у дисциплини К-1 слалом и два мушкарца једним у дисциплини К-1 слалом и другим у дисциплини Ц-1 слалом.
Жене
| Дисциплина         | Име            | Место | Број учесника | 1 круг | 1 круг | 1 круг | 2 круг | 2 круг | 2 круг | Резултат |
| Дисциплина         | Име            | Место | Број учесника | Време  | Бодови | Укупно | Време  | Бодови | Укупно | Укупно   |
| ------------------ | -------------- | ----- | ------------- | ------ | ------ | ------ | ------ | ------ | ------ | -------- |
| К-1 слалом за жене | Ана Угриновска | 29    | 30            | 261.93 | 85     | 346.93 | 218.17 | 265    | 483.17 | 346.93   |

Мушкарци
| Дисциплина             | Име             | Место | Број учесника | 1 круг | 1 круг | 1 круг | 2 круг | 2 круг | 2 круг       | Резултат |
| Дисциплина             | Име             | Место | Број учесника | Време  | Бодови | Укупно | Време  | Бодови | Укупно       | Укупно   |
| ---------------------- | --------------- | ----- | ------------- | ------ | ------ | ------ | ------ | ------ | ------------ | -------- |
| К-1 слалом за мушкарце | Лазар Поповски  | 29    | 44            | 159.53 | 0      | 159.53 | 158.30 | 0      | 158.30       | 158.30   |
| Ц-1 слалом за мушкарце | Ненад Трпковски | 30    | 30            | 191.19 | 125    | 316.19 | нема   | -      | Није завршио | 316.19   |

## Рвање
- Слободни стил

Мушкарци
| Дисциплина | Рвач            | Место | Број учесника | Детаљи |
| ---------- | --------------- | ----- | ------------- | ------ |
| до 48 kg   | Владо Соколов   | 11    | 19            |        |
| до 57 kg   | Шабан Трстена   | 5     | 21            |        |
| до 74 kg   | Валери Верхусин | 10    | 22            |        |

### Резултати по категоријама
| Категорија | Коло             | 1 рвач                               | Резултат | 2 рвач                               |
| ---------- | ---------------- | ------------------------------------ | -------- | ------------------------------------ |
| до 48 kg   | 1. коло          | Витали Раинен Молдавија              | 10:0     | Владо Соколов Република Македонија   |
| до 48 kg   | 2. коло репесажа | Хосе Рестрепо Колумбија              | 4:15     | Владо Соколов Република Македонија   |
| до 48 kg   | 3. коло репесажа | Владо Соколов Република Македонија   | 3:7      | Gheorghe Corduneanu Румунија         |
| до 57 kg   | 1. коло          | Alejandro Puerto Куба                | 3:4      | Шабан Трстена Република Македонија   |
| до 57 kg   | осминафинала     | Шабан Трстена Република Македонија   | слободан |                                      |
| до 57 kg   | четвртфинале     | Шабан Трстена Република Македонија   | 7:3      | Александар Гузов Белорусија          |
| до 57 kg   | полуфинале       | Шабан Трстена Република Македонија   | 1:4      | Guivi Sissaouri Канада               |
| до 57 kg   | 6. коло репесажа | Шабан Трстена Република Македонија   | 2:3      | Harun Doğan Турска                   |
| до 57 kg   | меч за 5/6 место | Шабан Трстена Република Македонија   | 4:3      | Мохамед Талеи Иран                   |
| до 74 kg   | 1. коло          | Рејнолд Озолин Аустралија            | 7:15     | Валери Верхусин Република Македонија |
| до 74 kg   | осмина финала    | Борис Будајев Узбекистан             | ТО       | Валери Верхусин Република Македонија |
| до 74 kg   | четвртфинале     | Пламен Паскалев Бугарска             | 12:0     | Валери Верхусин Република Македонија |
| до 74 kg   | 4. коло репесажа | Валери Верхусин Република Македонија | 0:7      | Такија Ота Јапан                     |